# 로마 공시오로프스카
로마 공시오로프스카(폴란드어: Roma Gąsiorowska, 1981년 1월 29일~)는 폴란드의 배우이다.

## 작품 목록
- 더블 트러블 (2017)
- 노 매터 하우 하드 위 트라이드 (2014)
- 키 (2011)
- 수어싸이드 룸 (2011)
- 스노우 화이트 앤 러시안 레드 (2009)
- 러브 앤 댄스 (2009)
- 에스터하치 (2009)
- 난 니꺼 (2009)
- 스위트 러시 (2009)